# The Queen
Pour les articles homonymes, voir Queen (homonymie).
Cet article concerne le film franco-britannique de 2006. Pour le film indien de 2014, voir Queen (film, 2014). Pour le film américain de 2019, voir Queens (film).
Pour plus de détails, voir Fiche technique et Distribution.
The Queen, ou Sa Majesté la Reine au Québec, est un film franco-britannique de Stephen Frears, sorti en 2006.
Ce film raconte les coulisses des rapports entre la reine Élisabeth II et le Premier ministre britannique Tony Blair, montrant leurs rapports de force dans les jours qui suivirent la mort de Diana, princesse de Galles, pour aboutir à un compromis politique sur la manière de traiter son décès, la famille royale britannique ne souhaitant pas que les obsèques revêtent un caractère national et officiel, tandis que Tony Blair avait la volonté de répondre à la demande du peuple britannique, qui réclamait des funérailles solennelles.

## Synopsis
Par son mariage, Diana Spencer était devenue une star médiatique, continuellement photographiée, célébrée partout : sa jeunesse, l'éclat de sa beauté, les enfants royaux représentaient tout ce que les mères de famille enviaient. Après son divorce, en 1996, Diana sut parfaitement utiliser les médias pour régler ses comptes avec la famille royale et se transformer en icône mondiale en se montrant aux côtés des plus démunis. Pour bien des Britanniques, elle était devenue « la Princesse du peuple » (People's Princess). Sa mort accidentelle et spectaculaire provoqua un véritable séisme dans l'opinion publique britannique, dont la reine, en séjour à Balmoral en Écosse, ne se rendit pas compte : des tonnes de bouquets de fleurs s'entassaient tous les jours devant le palais de Buckingham et des foules entières, en larmes, passaient la nuit devant ses portes, attendant une réaction de la reine.
Malgré les interventions répétées du Premier ministre Tony Blair et du prince de Galles qui se heurtent au refus catégorique de la reine, cette dernière, soutenue par sa mère et le prince Philip, considère que Diana n'appartient plus à la famille royale depuis son divorce. Elle estime que ses obsèques doivent être privées et ne concernent que la famille Spencer. Elle ne manque pas de remettre Tony Blair à sa place en lui rappelant son rang. 
Pour marquer le sentiment de la reine, le cinéaste représente une scène dans laquelle Elisabeth éprouve un sentiment de sympathie pour un grand cerf menacé par des chasseurs ; quand l'animal est finalement abattu, elle éprouve le besoin d'aller vérifier son corps et de l'admirer mort, dans ce qui ressemble à une visite mortuaire, alors qu'elle demeure visiblement insensible au décès de la princesse Diana.
Cependant, la reine continue de regarder la télévision et semble désormais impressionnée par les réactions de son peuple qui exprime sans filtre sa profonde colère : pas de drapeau en berne à Buckingham, absence de la reine dans son château londonien ou les médias, indifférence manifeste envers la défunte, etc. Sur la demande très ferme de Tony Blair, qui lui communique un sondage par lequel 24 % des Britanniques demandaient l'abolition de la monarchie, la reine se rend alors compte de son erreur et rentre immédiatement à Londres. De son côté, Tony Blair doit affronter ses conseillers, plutôt hostiles à la famille royale, et sa femme, Cherie Blair, républicaine convaincue, qui traite la famille royale de « bande de parasites inutiles »
Dès son retour, la reine se rend immédiatement devant la foule qui, surprise, la reçoit avec une certaine froideur ; puis, par de simples mots, elle retourne les gens présents en sa faveur ; enfin, son intervention télévisée, par laquelle elle s'adresse au peuple « en tant que reine et grand-mère », pour rendre hommage à Diana, achève sa reconquête de l'opinion. Quant à Tony Blair, il prend la défense de la reine en affrontant durement son entourage. La crise politique née de la mort de Diana était bien surmontée. Deux mois plus tard, au cours d'un entretien, les deux protagonistes tirent chacun les leçons de la crise : Tony Blair félicite la reine pour son regain de popularité, tandis que la reine lui répond la même chose, tout en le mettant en garde contre les brusques retournements d'opinion, imprévisibles.

## Fiche technique
- Titre original et français : The Queen
- Titre québécois : Sa Majesté la Reine
- Réalisation : Stephen Frears
- Scénario : Peter Morgan
- Musique : Alexandre Desplat
- Photographie : Affonso Beato
- Montage : Lucia Zucchetti (en)
- Production : François Ivernel, Cameron McCracken, Scott Rudin
- Société de production : Miramax Films
- Pays de production :  Royaume-Uni,  France
- Langue originale : anglais
- Format : 35 mm
- Budget : 11 millions d'euros[réf. nécessaire]
- Genre : drame
- Durée : 99 minutes
- Dates de sortie :
  - Royaume-Uni : 15 septembre 2006
  - France : 18 octobre 2006

## Distribution
- Helen Mirren (VF : Évelyne Séléna) : la reine Élisabeth II
- Michael Sheen (VF : Bruno Choël) : le Premier ministre, Tony Blair
- James Cromwell (VF : Michel Ruhl) : le prince Philip, duc d'Édimbourg
- Alex Jennings (VF : Christian Gonon) : le prince Charles, prince de Galles
- Sylvia Syms (VF : Janine Souchon) : la reine mère
- Roger Allam (VF : Daniel Kenigsberg) : Robin Janvrin
- Mark Bazeley (VF : Nicolas Marié) : Alastair Campbell
- Helen McCrory (VF : Anne Rondeleux) : Cherie Blair
- Tim McMullan : Stephen Lamport (en)
- Douglas Reith (VF : Éric Legrand) : Lord Airlie
- Earl Cameron (VF : Gérard Dessalles) : le portraitiste
- Trevor McDonald : le journaliste
- Jake Taylor : le prince William
- Dash Barber : le prince Henry

## Autour du film
The Queen a été intégralement tourné en extérieur, dans les Highlands en Écosse, à Londres et dans le manoir de Halton House (en) dans le Buckinghamshire, en Angleterre, figurant la propriété royale qu'est le château de Balmoral, mais aussi à Waddesdon Manor.
L'acteur Michael Sheen, qui tient le rôle de Tony Blair, avait déjà interprété ce même rôle pour le réalisateur Stephen Frears, dans un téléfilm de 2003, The Deal, ainsi que dans le film The Special Relationship.

## Distinctions

### Récompenses
- Mostra de Venise 2006 :
  - Coupe Volpi de la meilleure interprétation féminine : Helen Mirren
  - Prix Osella pour le meilleur scénario : Peter Morgan
  - Prix FIPRESCI

- Oscars 2007 : Meilleure actrice pour Helen Mirren.
- Golden Globes 2007 :
  - Meilleure actrice dans un film dramatique pour Helen Mirren
  - Meilleur scénario pour Peter Morgan
- BAFTA 2007 :
  - Meilleur film
  - Meilleure actrice pour Helen Mirren

- London Film Critics Circle Awards :
  - Meilleur film anglais
  - Meilleure actrice anglaise
  - Meilleur scénario
- Prix Goya 2008 : meilleur film européen
- Kansas City Film Critics Circle Awards 2007 : meilleur acteur dans un rôle secondaire pour Michael Sheen
- Los Angeles Film Critics Association Awards 2007 : meilleur acteur dans un rôle secondaire pour Michael Sheen
- Toronto Film Critics Association Awards 2007 : meilleur acteur dans un rôle secondaire pour Michael Sheen

### Nominations et sélections
- Mostra de Venise 2006 : sélection officielle, en compétition pour le Lion d'or
- Oscar 2007 :
  - Meilleur film
  - Meilleur réalisateur pour Stephen Frears
  - Meilleur scénario original pour Peter Morgan
  - Meilleurs costumes
  - Meilleure musique de film pour Alexandre Desplat
- BAFTA 2007 :
  - Meilleur film britannique
  - Meilleur réalisateur pour Stephen Frears
  - Meilleur acteur dans un second rôle pour Michael Sheen
  - Meilleur scénario original pour Peter Morgan
  - Meilleurs costumes
  - Meilleurs maquillages et coiffures
  - Meilleur montage pour Lucia Zucchetti (en)
  - Meilleure musique de film pour Alexandre Desplat
- Golden Globes 2007 :
  - Meilleur film dramatique
  - Meilleur réalisateur pour Stephen Frears
- César 2007 : meilleur film étranger

### Interviews et commentaires
- (fr) « The Queen » par Stephen Frears sur Allociné
- Gilles Renault (journaliste) et Peter Morgan, « J’ai avant tout sollicité mon imagination », Libération,‎ 18 octobre 2006 (lire en ligne, consulté le 15 août 2014)
- (en) Emanuel Levy, « Queen, The: Director Frears », Emanuel Levy 24/7,‎ 22 août 2006 (lire en ligne, consulté le 15 août 2014)
- (en) I do look a bit like the Queen, you know, Helen Mirren à propos de The Queen, The Daily Telegraph, 1er septembre 2006
- (en) Nothing like a dame, interview d'Helen Mirren, The Guardian, 2 septembre 2006

### Chroniques et critiques
- (fr) « The Queen » : Helen Mirren tout à fait royale, Le Monde, 18 octobre 2006
- (fr) Un sujet comme les autres, Télérama, 18 octobre 2006
- (fr) Dans l'arène d'Angleterre, Libération, 18 octobre 2006
- (en) One is ready for one's close-up, The Guardian, 8 septembre 2006
- (en) The Queen, The Times, 4 septembre 2006
- (en) ‘The Queen’ Tries to Get Inside Elizabeth II’s Mind, The New York Times, 24 septembre 2006